# Сара Шепард
Сара Шепард (на английски: Sara Shepard) е американска писателка на бестселъри в жанра трилър, фентъзи и юношески роман.

## Биография и творчество
Сара Шепард е родена на 8 април 1977 г. в Уест Честър, Филаделфия, САЩ. Израства около железопътната линия „Мейн лайн“ в Пенсилвания, което е оставило в нея незабравими спомени. Завършва през 1995 г. гимназия в Даунингтаун, Пенсилвания. Учи в Нюйоркския университет и получава магистърска степен от Бруклинския колеж.
След дипломирането си има поредица от работни места – стажант в списание „Ел“, съставяне на важни документи в „JP Morgan“, писане и редактиране в „Тайм Инк.“. Още в университета, а после и в свободното си време тя опитва да пише.
Първият ѝ роман „Лукс и грях“ от поредицата за юноши „Малки сладки лъжкини“ е издаден през 2006 г. Романите от поредицата стават бестселъри и в периода 2010 – 2014 г. са екранизирани в едноименния телевизионен сериал на телевизия „ABC Family“ с участието на Троян Белисарио, Ашли Бенсън, Шей Мичъл, Саша Питърс и Луси Хейл.
През 2010 г. излиза романът ѝ „Игра на лъжи“ от едноименната поредица. По нея също е направен сериал с участието на Александра Чандо, който обаче е спрян през втория му сезон.
Сара Шепард, след като сменя различни градове, живее със семейството си в Даунингтаун, Пенсилвания.

## Произведения

### Самостоятелни романи
- The Visibles (2009)
- All The Things We Didn't Say (2009)
- Everything We Ever Wanted (2010)
- The Elizas (2018)
- Reputation (2019)
- Influence (2020)
- Safe In My Arms (2021)
- Memory Lane (2021) – в съавторство с Елън Гудлет
- Wait for Me (2022)

### Серия „Малки сладки лъжкини“ (Pretty Little Liars)
1. Лукс и грях, Pretty Little Liars (2006)
2. Око за око, Flawless (2006)
3. Мис съвършенство, Perfect (2007)
4. Познай кой се върна, Unbelievable (2008)
5. Мис Порочна, Wicked (2008)
6. Убиец, Killer (2009)
7. Мис Безсърдечна, Heartless (2010)
8. Издирва се!, Wanted (2010)
9. Не питай, не казвай, Twisted (2011)
10. Безпощадно, Ruthless (2011)
11. Потрес, Stunning (2012)
12. Опарени, Burned (2012)
13. Съкрушени, Crushed (2013)
14. Смъртоносно, Deadly (2013)
15. Отровени, Toxic (2014)
16. Vicious (2014)

#### Съпътстващи издания
- Pretty Little Secrets (2012)
- Ali's Pretty Little Lies (2013)

### Серия „Игра на лъжи“ (Lying Game)
1. Игра на лъжи, The Lying Game (2010)
2. Никога не казвай никога, Never Have I Ever (2011)
3. Две истини и една лъжа, Two Truths and a Lie (2012)
4. Опасни тайни, Hide and Seek (2012)
5. Cross My Heart, Hope To Die (2013)
6. Seven Minutes in Heaven (2013)

#### Съпътстващи издания
- The First Lie (2012)
- True Lies (2013)

### Серия „Богати наследници“ (Heiresses)
1. The Heiresses (2014)

### Серия „Перфекционисти“ (Perfectionists)
1. The Perfectionists (2014)
2. The Good Girls (2015)

### Серия „Аматьори“ (Amateurs)
1. The Amateurs (2016)
2. Follow Me (2017)
3. Last Seen (2018)

### Сборници
- Meet Cute (2018) – с Дженифър Л. Арментраут, Сона Чарайпотра, Дониели Клейтън, Кейти Кодунко, Джоселин Дейвис, Нина Лакур, Емири Лорд, Катрин Макгий, Кас Морган, Джули Мърфи, Мередит Русо и Никола Юн

### Филмография
- 2010 – 2014 Малки сладки лъжкини, Pretty Little Liars – ТВ серия, по поредицата, има и малка роля
- 2011 – 2013 The Lying Game – ТВ серия